# Maxima debetur reverentia canis
Maxima debetur reverentia canis alla lettera si deve il massimo rispetto per le persone canute è una frase latina, tradizionale in un mondo che attribuiva il maggior potere alle persone anziane. Nel diritto romano, anzi, fino alla morte tutti i beni appartenevano solo al pater familias che acquisiva anche i beni frutto del lavoro dei figli.
Anche dal punto di vista politico il Senato romano, piuttosto che l'assemblea degli anziani della tribù ha avuto storicamente il significato di attribuire peso agli anziani, come detentori di una sapienza collettiva
In molte culture vige il principio l'anzianità fa grado: nel corpo diplomatico, nel senato accademico, nel Collegio cardinalizio.
L'espressione è un ricalco del classico maxima debetur puero reverentia (Giovenale, Satire, XIV, 47).